# Fußball-Weltmeisterschaft 2002
Die Endrunde der Fußball-Weltmeisterschaft 2002 (englisch FIFA World Cup) war die 17. Ausspielung des bedeutendsten Turniers für Fußball-Nationalmannschaften und fand vom 31. Mai bis zum 30. Juni 2002 erstmals in Asien und auch erstmals in zwei Ländern statt. Südkorea und Japan erhielten überraschend gemeinsam von der FIFA den Zuschlag, nachdem sie sich getrennt beworben hatten.
Weltmeister wurde Brasilien mit dem Torschützenkönig Ronaldo (8 Tore), das sich im Finale gegen Deutschland, welches mit Oliver Kahn sowohl den besten Spieler als auch den besten Torwart des Turniers stellte, durchsetzte. Die Türkei, bei der Hakan Şükür im Spiel um Platz drei gegen Co-Gastgeber Südkorea WM-Geschichte schrieb, als er elf Sekunden nach dem Anstoß das 1:0 erzielte, wurde Dritter. Der andere Co-Gastgeber Japan schied im Achtelfinale aus.
Letztmals war der Titelverteidiger, Frankreich, direkt qualifiziert. Die Franzosen stellten während des Turniers einen Negativ-Rekord auf, da sie als ebenso amtierender Europameister kein einziges Tor erzielten.

## Die Gastgeber
Südkoreas Beziehungen zu Japan sind durch die Zeit, in der Korea eine Provinz Japans war (1910 bis 1945), noch immer schwer belastet. Daher gab es schon in der Planungsphase hitzige Diskussionen. Hauptstreitpunkte waren die Reihenfolge der Namen und die Vergabe des Endspiels. Man einigte sich schließlich darauf, dass die Eröffnungsfeier in Seoul und das Endspiel in Yokohama stattfand und dass der koreanische Name zuerst genannt wurde. Die offizielle Turnierbezeichnung lautete daher: 2002 FIFA World Cup Korea/Japan.
Wegen „ihrer ansteckenden Freude, ihrer riesigen Euphorie, ihrer grossen Gastfreundschaft und insbesondere ihrem überaus fairen und freundlichen Verhalten“ erhielten Fußballfamilien von Japan und Südkorea den FIFA-Fairplay-Preis 2002.

## Spielorte
Die Spiele der Weltmeisterschaft wurden in jeweils zehn Stadien in je zehn verschiedenen japanischen und südkoreanischen Städten ausgetragen. Nie zuvor gab es bei einer Fußball-Weltmeisterschaft derartig viele Spielorte, die durchweg über modernste Stadien und Verkehrsanbindungen verfügten.

### Südkorea
| Busan |

| Daegu |

| Daejeon |

| Gwangju |

| Incheon |

| Jeonju |

| Seogwipo |

| Seoul |

| Suwon |

| Ulsan |

| Busan |

| Daegu |

| Daejeon |

| Gwangju |

| Incheon |

| Jeonju |

| Seogwipo |

| Seoul |

| Suwon |

| Ulsan |

### Japan
| Fukuroi |

| Kashima |

| Kōbe |

| Niigata |

| Ōita |

| Osaka |

| Rifu |

| Saitama |

| Sapporo |

| Yokohama |

| Fukuroi |

| Kashima |

| Kōbe |

| Niigata |

| Ōita |

| Osaka |

| Rifu |

| Saitama |

| Sapporo |

| Yokohama |

## Qualifikation
Insgesamt bewarben sich 198 Nationen um die 32 Endrundenplätze. Für die einzelnen Kontinente waren die Teilnehmerzahlen fest vorgegeben. In einigen Fällen gab es Entscheidungsspiele.
Europa stellte 15 Teilnehmer, davon war Frankreich als Titelverteidiger direkt qualifiziert. WM-Plätze gab es für die ersten vier der südamerikanischen Qualifikationsrunde, der Fünfte musste zwei Ausscheidungsspiele gegen den Sieger der Ozeanien-Gruppe bestreiten. Nord- und Mittelamerika stellte drei Teilnehmer. Für Asien standen neben Japan und Südkorea, die als Gastgeberländer direkt qualifiziert waren, zwei weitere Plätze zur Verfügung. Afrika schickte fünf Mannschaften ins Rennen. Die größte Überraschung der Qualifikation war das Ausscheiden der Niederlande, die hinter Portugal und Irland nur den dritten Platz in ihrer Gruppe belegte. Auch die stärker eingeschätzten Tschechen konnten sich nicht qualifizieren, da sie in den Play-offs der Gruppenzweiten an Belgien scheiterten. Die Türkei erreichte erstmals seit 1954 ein Endturnier. Für China, Slowenien, den Senegal und Ecuador war es die erste WM-Teilnahme überhaupt.

## Teilnehmer
Für die Endrunde qualifizierten sich letztlich folgende 32 Nationalmannschaften aus den jeweiligen Kontinentalverbänden:

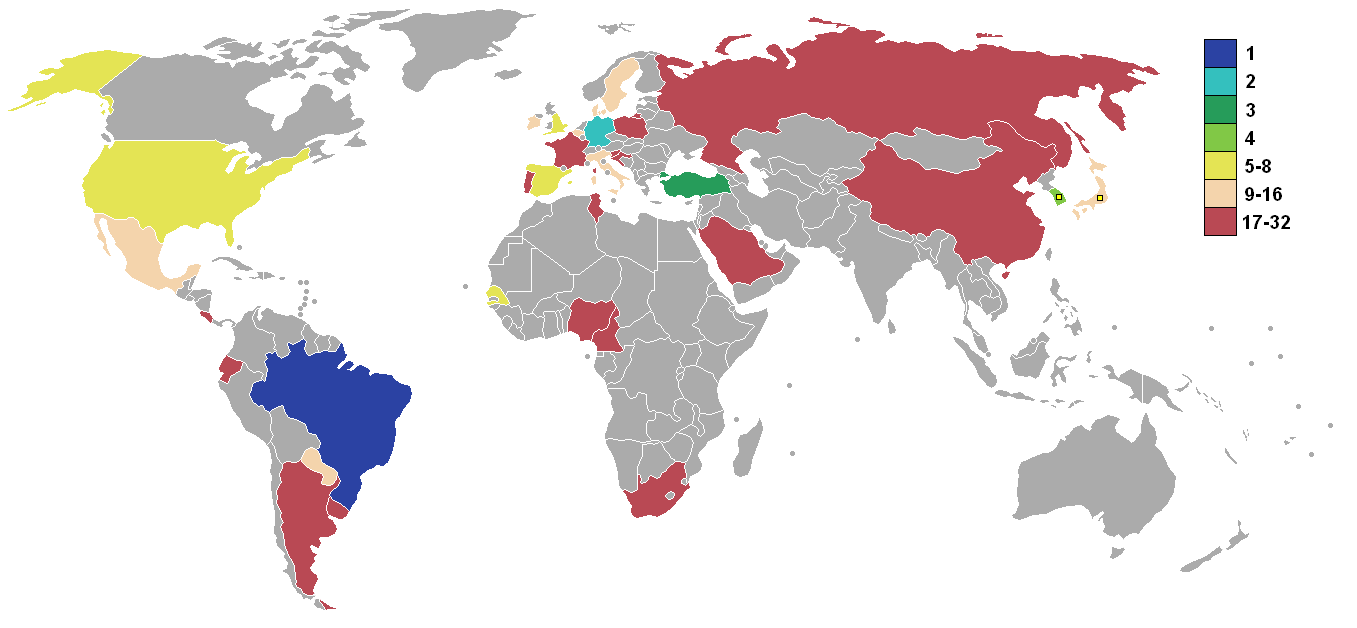
Weltkarte der Teilnehmer und deren Platzierungen

| 15 aus Europa                 | Belgien             | Dänemark  | Deutschland   | England   | Frankreich |
|                               | Irland              | Italien   | Kroatien      | Polen     | Portugal   |
|                               | Russland            | Schweden  | Slowenien     | Spanien   | Türkei     |
| 5 aus Südamerika              | Argentinien         | Brasilien | Ecuador       | Paraguay  | Uruguay    |
| 3 aus Nord- und Mittelamerika | Costa Rica          | Mexiko    | USA           |           |            |
| 5 aus Afrika                  | Kamerun             | Nigeria   | Senegal       | Südafrika | Tunesien   |
| 4 aus Asien                   | Volksrepublik China | Japan     | Saudi-Arabien | Südkorea  |            |

## Auslosung
- Topf 1: Argentinien, Brasilien, Deutschland, Frankreich (A), Italien, Japan (H), Spanien, Südkorea (D)
- Topf 2: Belgien, Dänemark, England, Irland, Kroatien, Polen, Portugal, Russland, Schweden, Slowenien, Türkei
- Topf 3: China, Saudi-Arabien, Ecuador, Paraguay, Uruguay
- Topf 4: Kamerun, Nigeria, Senegal, Südafrika, Tunesien, Costa Rica, Mexiko, USA
- Die Gruppen A, B, C und D spielten in Südkorea, die Gruppen E, F, G und H in Japan.

Die beiden Gastgeber Südkorea (Gruppe D) und Japan (Gruppe H) sowie Weltmeister Frankreich (Gruppe A) wurden vorab gesetzt.
Die fünf übrigen Gruppen bekamen aus Topf 1 je eine Mannschaft als Gruppenkopf zugelost. Dabei wurde schon vorher festgelegt, dass eine südamerikanische Mannschaft in eine in Japan spielende Gruppe kam und die andere in eine in Südkorea spielende Gruppe.
Aus dem Topf 2 wurden zunächst acht Mannschaften den Gruppenköpfen aus Topf 1 frei zugelost. Die drei übrig gebliebenen Mannschaften  aus Topf 2 komplettierten Topf 3.
- In jeder Gruppe durften maximal zwei europäische Mannschaften stehen. Aus den anderen Kontinenten durfte nur eine Mannschaft in derselben Gruppe sein.
China spielte aus „geografischen und ökonomischen Gründen“ in Südkorea. Um das asiatische Gleichgewicht zu wahren, spielte deshalb Saudi-Arabien in Japan.

Wegen dieser Einschränkungen wurden aus Topf 3 allen Gruppenköpfen gezielt Mannschaften aus anderen Kontinenten zugelost.
Also europäische Teams nicht zu Frankreich, China nicht zu Südkorea, Paraguay nicht zu Brasilien usw.
Als letzten Schritt wurden die acht Mannschaften aus Topf 4 ohne Einschränkungen den acht Gruppen frei zugelost.
| Gruppe A      | Gruppe B    | Gruppe C            | Gruppe D |
| ------------- | ----------- | ------------------- | -------- |
| Frankreich    | Spanien     | Brasilien           | Südkorea |
| Senegal       | Slowenien   | Türkei              | Polen    |
| Uruguay       | Paraguay    | Volksrepublik China | USA      |
| Dänemark      | Südafrika   | Costa Rica          | Portugal |
| Gruppe E      | Gruppe F    | Gruppe G            | Gruppe H |
| Deutschland   | Argentinien | Italien             | Japan    |
| Saudi-Arabien | Nigeria     | Ecuador             | Belgien  |
| Irland        | England     | Kroatien            | Russland |
| Kamerun       | Schweden    | Mexiko              | Tunesien |

Für Informationen zu den einzelnen WM-Gruppen und Kadern der Mannschaften auf den jeweiligen Link klicken.

## Vorrunde

### Gruppe A
| Pl. | Land       | Sp. | S | U | N | Tore    | Diff. | Punkte |
| --- | ---------- | --- | - | - | - | ------- | ----- | ------ |
| 1.  | Dänemark   | 3   | 2 | 1 | 0 | 005:200 | +3    | 07     |
| 2.  | Senegal    | 3   | 1 | 2 | 0 | 005:400 | +1    | 05     |
| 3.  | Uruguay    | 3   | 0 | 2 | 1 | 004:500 | −1    | 02     |
| 4.  | Frankreich | 3   | 0 | 1 | 2 | 000:300 | −3    | 01     |

| 31. Mai 2002, 20:30 Uhr (13:30 Uhr MESZ) in Seoul    |   |            |           |
| Frankreich                                           | – | Senegal    | 0:1 (0:1) |
| 1. Juni 2002, 18:00 Uhr (11:00 Uhr MESZ) in Ulsan    |   |            |           |
| Uruguay                                              | – | Dänemark   | 1:2 (0:1) |
| 6. Juni 2002, 15:30 Uhr (08:30 Uhr MESZ) in Daegu    |   |            |           |
| Dänemark                                             | – | Senegal    | 1:1 (1:0) |
| 6. Juni 2002, 20:30 Uhr (13:30 Uhr MESZ) in Busan    |   |            |           |
| Frankreich                                           | – | Uruguay    | 0:0       |
| 11. Juni 2002, 15:30 Uhr (08:30 Uhr MESZ) in Incheon |   |            |           |
| Dänemark                                             | – | Frankreich | 2:0 (1:0) |
| 11. Juni 2002, 15:30 Uhr (08:30 Uhr MESZ) in Suwon   |   |            |           |
| Senegal                                              | – | Uruguay    | 3:3 (3:0) |

Die erste Überraschung des Turniers war gleich im Eröffnungsspiel der Sieg des Senegal über Titelverteidiger Frankreich. Der Titelfavorit konnte in den drei Vorrundenspielen keinen Treffer erzielen und schied als Letzter der Gruppe A frühzeitig aus dem Turnier aus. Frankreichs Spielmacher Zinédine Zidane konnte verletzungsbedingt nur im letzten Gruppenspiel gegen Dänemark auflaufen. Uruguay scheiterte ebenfalls in der Gruppenphase, obwohl im letzten Gruppenspiel nach einem 0:3-Rückstand noch ein 3:3-Unentschieden erreicht werden konnte.

### Gruppe B
| Pl. | Land      | Sp. | S | U | N | Tore    | Diff. | Punkte |
| --- | --------- | --- | - | - | - | ------- | ----- | ------ |
| 1.  | Spanien   | 3   | 3 | 0 | 0 | 009:400 | +5    | 09     |
| 2.  | Paraguay  | 3   | 1 | 1 | 1 | 006:600 | ±0    | 04     |
| 3.  | Südafrika | 3   | 1 | 1 | 1 | 005:500 | ±0    | 04     |
| 4.  | Slowenien | 3   | 0 | 0 | 3 | 002:700 | −5    | 0      |

| 2. Juni 2002, 16:30 Uhr (09:30 Uhr MESZ) in Busan     |   |           |           |
| Paraguay                                              | – | Südafrika | 2:2 (1:0) |
| 2. Juni 2002, 20:30 Uhr (13:30 Uhr MESZ) in Gwangju   |   |           |           |
| Spanien                                               | – | Slowenien | 3:1 (1:0) |
| 7. Juni 2002, 18:00 Uhr (11:00 Uhr MESZ) in Jeonju    |   |           |           |
| Spanien                                               | – | Paraguay  | 3:1 (0:1) |
| 8. Juni 2002, 15:30 Uhr (08:30 Uhr MESZ) in Daegu     |   |           |           |
| Südafrika                                             | – | Slowenien | 1:0 (1:0) |
| 12. Juni 2002, 20:30 Uhr (13:30 Uhr MESZ) in Daejeon  |   |           |           |
| Südafrika                                             | – | Spanien   | 2:3 (1:2) |
| 12. Juni 2002, 20:30 Uhr (13:30 Uhr MESZ) in Seogwipo |   |           |           |
| Slowenien                                             | – | Paraguay  | 1:3 (1:0) |

Spanien setzte sich in dieser Gruppe mit drei Siegen durch. Es gelang die Revanche gegen Paraguay, gegen das die Selección vier Jahre zuvor gescheitert war. Paraguay konnte sich im Gegensatz zu damals weniger defensivstark präsentieren, aber dank eines 3:1-Sieges in Unterzahl gegen Slowenien kam die Albirroja aufgrund eines mehr erzielten Tores gegenüber Südafrika noch ins Achtelfinale. Südafrika verpasste dies durch die Niederlage gegen Spanien. Südafrikas Spieler wurden über den Zwischenstand aus dem Parallelspiel bewusst nicht in Kenntnis gesetzt. So machten sie gegen Ende der Partie keine großen Anstalten nach vorne zu spielen, da sie nach der Halbzeitführung der Slowenen wohl nicht damit rechneten, noch ein Tor erzielen zu müssen. Slowenien schied als schlechteste europäische Mannschaft in der Vorrunde aus. Nach einem Disput zwischen Trainer Srečko Katanec und Mittelfeldspieler Zlatko Zahovič wurde dieser vorzeitig nach Hause geschickt.

### Gruppe C
| Pl. | Land       | Sp. | S | U | N | Tore    | Diff. | Punkte |
| --- | ---------- | --- | - | - | - | ------- | ----- | ------ |
| 1.  | Brasilien  | 3   | 3 | 0 | 0 | 011:300 | +8    | 09     |
| 2.  | Türkei     | 3   | 1 | 1 | 1 | 005:300 | +2    | 04     |
| 3.  | Costa Rica | 3   | 1 | 1 | 1 | 005:600 | −1    | 04     |
| 4.  | China      | 3   | 0 | 0 | 3 | 000:900 | −9    | 0      |

| 3. Juni 2002, 18:00 Uhr (11:00 Uhr MESZ) in Ulsan    |   |            |           |
| Brasilien                                            | – | Türkei     | 2:1 (0:1) |
| 4. Juni 2002, 15:30 Uhr (08:30 Uhr MESZ) in Gwangju  |   |            |           |
| China                                                | – | Costa Rica | 0:2 (0:0) |
| 8. Juni 2002, 20:30 Uhr (13:30 Uhr MESZ) in Seogwipo |   |            |           |
| Brasilien                                            | – | China      | 4:0 (3:0) |
| 9. Juni 2002, 18:00 Uhr (11:00 Uhr MESZ) in Incheon  |   |            |           |
| Costa Rica                                           | – | Türkei     | 1:1 (0:0) |
| 13. Juni 2002, 15:30 Uhr (08:30 Uhr MESZ) in Suwon   |   |            |           |
| Costa Rica                                           | – | Brasilien  | 2:5 (1:3) |
| 13. Juni 2002, 15:30 Uhr (08:30 Uhr MESZ) in Seoul   |   |            |           |
| Türkei                                               | – | China      | 3:0 (2:0) |

Brasilien schien von allen Titelkandidaten die einfachste Gruppe erwischt zu haben, jedoch erwies sich die Türkei als schwer bespielbarer Gegner. Der brasilianische Sieg war umstritten, da der Unparteiische einige zweifelhafte Entscheidungen traf. Nach einem 1:1 gegen Costa Rica waren die Türken auf Schützenhilfe Brasiliens am letzten Spieltag angewiesen. Nur knapp verpasste die Mannschaft aus Costa Rica, die zwischenzeitlich gegen Brasilien auf 2:3 herangekommen war, den zweiten Achtelfinaleinzug nach 1990. China verlor alle drei Gruppenspiele.

### Gruppe D
| Pl. | Land     | Sp. | S | U | N | Tore    | Diff. | Punkte |
| --- | -------- | --- | - | - | - | ------- | ----- | ------ |
| 1.  | Südkorea | 3   | 2 | 1 | 0 | 004:100 | +3    | 07     |
| 2.  | USA      | 3   | 1 | 1 | 1 | 005:600 | −1    | 04     |
| 3.  | Portugal | 3   | 1 | 0 | 2 | 006:400 | +2    | 03     |
| 4.  | Polen    | 3   | 1 | 0 | 2 | 003:700 | −4    | 03     |

| 4. Juni 2002, 20:30 Uhr (13:30 Uhr MESZ) in Busan    |   |          |           |
| Südkorea                                             | – | Polen    | 2:0 (1:0) |
| 5. Juni 2002, 18:00 Uhr (11:00 Uhr MESZ) in Suwon    |   |          |           |
| USA                                                  | – | Portugal | 3:2 (3:1) |
| 10. Juni 2002, 15:30 Uhr (08:30 Uhr MESZ) in Daegu   |   |          |           |
| Südkorea                                             | – | USA      | 1:1 (0:1) |
| 10. Juni 2002, 20:30 Uhr (13:30 Uhr MESZ) in Jeonju  |   |          |           |
| Portugal                                             | – | Polen    | 4:0 (1:0) |
| 14. Juni 2002, 20:30 Uhr (13:30 Uhr MESZ) in Incheon |   |          |           |
| Portugal                                             | – | Südkorea | 0:1 (0:0) |
| 14. Juni 2002, 20:30 Uhr (13:30 Uhr MESZ) in Daejeon |   |          |           |
| Polen                                                | – | USA      | 3:1 (2:0) |

Portugal scheiterte nach zwei Niederlagen bereits in der Vorrunde. Im letzten Gruppenspiel gegen Südkorea standen dabei nach zwei Feldverweisen zum Schluss nur noch neun Portugiesen auf dem Platz. Polen zeigte nur im letzten Spiel gegen die USA eine ansprechende Leistung. So waren die beiden favorisierten europäischen Mannschaften ausgeschieden, dem Co-Gastgeber Südkorea gelang erstmals der Einzug in ein WM-Achtelfinale.

### Gruppe E
| Pl. | Land          | Sp. | S | U | N | Tore    | Diff. | Punkte |
| --- | ------------- | --- | - | - | - | ------- | ----- | ------ |
| 1.  | Deutschland   | 3   | 2 | 1 | 0 | 011:100 | +10   | 07     |
| 2.  | Irland        | 3   | 1 | 2 | 0 | 005:200 | +3    | 05     |
| 3.  | Kamerun       | 3   | 1 | 1 | 1 | 002:300 | −1    | 04     |
| 4.  | Saudi-Arabien | 3   | 0 | 0 | 3 | 000:120 | −12   | 0      |

| 1. Juni 2002, 15:30 Uhr (08:30 Uhr MESZ) in Niigata   |   |               |           |
| Irland                                                | – | Kamerun       | 1:1 (0:1) |
| 1. Juni 2002, 20:30 Uhr (13:30 Uhr MESZ) in Sapporo   |   |               |           |
| Deutschland                                           | – | Saudi-Arabien | 8:0 (4:0) |
| 5. Juni 2002, 20:30 Uhr (13:30 Uhr MESZ) in Kashima   |   |               |           |
| Deutschland                                           | – | Irland        | 1:1 (1:0) |
| 6. Juni 2002, 18:00 Uhr (11:00 Uhr MESZ) in Saitama   |   |               |           |
| Kamerun                                               | – | Saudi-Arabien | 1:0 (0:0) |
| 11. Juni 2002, 20:30 Uhr (13:30 Uhr MESZ) in Shizuoka |   |               |           |
| Kamerun                                               | – | Deutschland   | 0:2 (0:0) |
| 11. Juni 2002, 20:30 Uhr (13:30 Uhr MESZ) in Yokohama |   |               |           |
| Saudi-Arabien                                         | – | Irland        | 0:3 (0:1) |

Die deutsche Mannschaft besiegte Saudi-Arabien klar mit 8:0, erhielt aber im folgenden Spiel gegen Irland in der zweiten Minute der Nachspielzeit noch den Ausgleichstreffer zum 1:1. So konnte die Auswahl von Rudi Völler erst im letzten Gruppenspiel den Einzug in die nächste Runde sicherstellen, als sie  in Unterzahl agierend Kamerun mit 2:0 besiegte. Die Iren hatten in der Qualifikation schon überrascht, als sie trotz Gegnern wie Portugal und den Niederlanden kein Gruppenspiel verloren. Durch das 1:1 gegen Deutschland und ein 3:0 gegen Saudi-Arabien und trotz der Suspendierung des Mittelfeldspielers Roy Keane belegte Irland den zweiten Rang vor dem stärker eingeschätzten Afrikameister Kamerun und kam ins Achtelfinale. Saudi-Arabien war die eindeutig schwächste Mannschaft der Gruppe und blieb gänzlich torlos.
Mit insgesamt 16 gelben Karten, darunter pro Team eine gelb-rote, stellte das letzte Spiel der Deutschen gegen die Auswahl aus Kamerun einen Negativ-Rekord auf, der vier Jahre später in der Achtelfinalpartie Portugal – Niederlande eingestellt werden sollte.

### Gruppe F
| Pl. | Land        | Sp. | S | U | N | Tore    | Diff. | Punkte |
| --- | ----------- | --- | - | - | - | ------- | ----- | ------ |
| 1.  | Schweden    | 3   | 1 | 2 | 0 | 004:300 | +1    | 05     |
| 2.  | England     | 3   | 1 | 2 | 0 | 002:100 | +1    | 05     |
| 3.  | Argentinien | 3   | 1 | 1 | 1 | 002:200 | ±0    | 04     |
| 4.  | Nigeria     | 3   | 0 | 1 | 2 | 001:300 | −2    | 01     |

| 2. Juni 2002, 14:30 Uhr (07:30 Uhr MESZ) in Saitama |   |             |           |
| England                                             | – | Schweden    | 1:1 (1:0) |
| 2. Juni 2002, 18:30 Uhr (11:30 Uhr MESZ) in Kashima |   |             |           |
| Argentinien                                         | – | Nigeria     | 1:0 (0:0) |
| 7. Juni 2002, 15:30 Uhr (08:30 Uhr MESZ) in Kobe    |   |             |           |
| Schweden                                            | – | Nigeria     | 2:1 (1:1) |
| 7. Juni 2002, 20:30 Uhr (13:30 Uhr MESZ) in Sapporo |   |             |           |
| Argentinien                                         | – | England     | 0:1 (0:1) |
| 12. Juni 2002, 15:30 Uhr (08:30 Uhr MESZ) in Miyagi |   |             |           |
| Schweden                                            | – | Argentinien | 1:1 (0:0) |
| 12. Juni 2002, 15:30 Uhr (08:30 Uhr MESZ) in Osaka  |   |             |           |
| Nigeria                                             | – | England     | 0:0       |

Titelfavorit Argentinien schied bereits in der Vorrunde aus, da er das Prestigeduell gegen England verlor und auch gegen Schweden nicht zu einem benötigten Sieg kam. Der nach seinem Platzverweis bei der WM 1998 viel gescholtene David Beckham erzielte per Elfmeter das Siegtor gegen Argentinien. Durch ein 0:0 gegen Nigeria sicherte sich England den Achtelfinaleinzug. Schweden wurde von den meisten Experten vorher als Außenseiter der Gruppe gesehen, wurde letztlich aber Gruppensieger, während Nigeria diesmal in der Vorrunde ausschied.

### Gruppe G
| Pl. | Land     | Sp. | S | U | N | Tore    | Diff. | Punkte |
| --- | -------- | --- | - | - | - | ------- | ----- | ------ |
| 1.  | Mexiko   | 3   | 2 | 1 | 0 | 004:200 | +2    | 07     |
| 2.  | Italien  | 3   | 1 | 1 | 1 | 004:300 | +1    | 04     |
| 3.  | Kroatien | 3   | 1 | 0 | 2 | 002:300 | −1    | 03     |
| 4.  | Ecuador  | 3   | 1 | 0 | 2 | 002:400 | −2    | 03     |

| 3. Juni 2002, 15:30 Uhr (08:30 Uhr MESZ) in Niigata   |   |          |           |
| Kroatien                                              | – | Mexiko   | 0:1 (0:0) |
| 3. Juni 2002, 20:30 Uhr (13:30 Uhr MESZ) in Sapporo   |   |          |           |
| Italien                                               | – | Ecuador  | 2:0 (2:0) |
| 8. Juni 2002, 18:00 Uhr (11:00 Uhr MESZ) in Kashima   |   |          |           |
| Italien                                               | – | Kroatien | 1:2 (0:0) |
| 9. Juni 2002, 15:30 Uhr (08:30 Uhr MESZ) in Miyagi    |   |          |           |
| Mexiko                                                | – | Ecuador  | 2:1 (1:1) |
| 13. Juni 2002, 20:30 Uhr (13:30 Uhr MESZ) in Oita     |   |          |           |
| Mexiko                                                | – | Italien  | 1:1 (1:0) |
| 13. Juni 2002, 20:30 Uhr (13:30 Uhr MESZ) in Yokohama |   |          |           |
| Ecuador                                               | – | Kroatien | 1:0 (0:0) |

Italien qualifizierte sich als Gruppenzweiter für die Endrunde. Dabei haderten die Italiener vor allem mit einigen Entscheidungen der Schiedsrichter. Mexiko war die positive Überraschung der Gruppe G und wurde Gruppensieger. Der damals amtierende WM-Dritte Kroatien zeigte mit dem Sieg über Italien zwar eine gute Antwort auf die Niederlage gegen Mexiko, aber durch die Niederlage im letzten Gruppenspiel gegen WM-Debütant Ecuador schieden die Kroaten in der Vorrunde aus.

### Gruppe H
| Pl. | Land     | Sp. | S | U | N | Tore    | Diff. | Punkte |
| --- | -------- | --- | - | - | - | ------- | ----- | ------ |
| 1.  | Japan    | 3   | 2 | 1 | 0 | 005:200 | +3    | 07     |
| 2.  | Belgien  | 3   | 1 | 2 | 0 | 006:500 | +1    | 05     |
| 3.  | Russland | 3   | 1 | 0 | 2 | 004:400 | ±0    | 03     |
| 4.  | Tunesien | 3   | 0 | 1 | 2 | 001:500 | −4    | 01     |

| 4. Juni 2002, 18:00 Uhr (11:00 Uhr MESZ) in Saitama   |   |          |           |
| Japan                                                 | – | Belgien  | 2:2 (0:0) |
| 5. Juni 2002, 15:30 Uhr (08:30 Uhr MESZ) in Kobe      |   |          |           |
| Russland                                              | – | Tunesien | 2:0 (0:0) |
| 9. Juni 2002, 20:30 Uhr (13:30 Uhr MESZ) in Yokohama  |   |          |           |
| Japan                                                 | – | Russland | 1:0 (0:0) |
| 10. Juni 2002, 18:00 Uhr (11:00 Uhr MESZ) in Oita     |   |          |           |
| Tunesien                                              | – | Belgien  | 1:1 (1:1) |
| 14. Juni 2002, 15:30 Uhr (08:30 Uhr MESZ) in Osaka    |   |          |           |
| Tunesien                                              | – | Japan    | 0:2 (0:0) |
| 14. Juni 2002, 15:30 Uhr (08:30 Uhr MESZ) in Shizuoka |   |          |           |
| Belgien                                               | – | Russland | 3:2 (1:0) |

Russland verlor gegen Japan und Belgien und schied so zusammen mit Tunesien in der Vorrunde aus. Belgien und Japan qualifizierten sich für die nächste Runde, und somit blieb es (bis 2010) dabei, dass noch kein WM-Gastgeber in der ersten Runde gescheitert war.

## Finalrunde
|  | Achtelfinale    | Achtelfinale |             |         | Viertelfinale    | Viertelfinale |  |  | Halbfinale | Halbfinale |  |  | Finale | Finale |
|  |                 |              |             |         |                  |               |  |  |            |            |  |  |        |        |
|  |                 |              |             |         |                  |               |  |  |            |            |  |  |        |        |
|  | E1: Deutschland | 1            |             |         |                  |               |  |  |            |            |  |  |        |        |
|  | E1: Deutschland | 1            |             |         |                  |               |  |  |            |            |  |  |        |        |
|  | B2: Paraguay    | 0            |             |         |                  |               |  |  |            |            |  |  |        |        |
|  | B2: Paraguay    | 0            | Deutschland | 1       |                  |               |  |  |            |            |  |  |        |        |
|  |                 |              | Deutschland | 1       |                  |               |  |  |            |            |  |  |        |        |
|  |                 | USA          | 0           |         |                  |               |  |  |            |            |  |  |        |        |
|  | G1: Mexiko      | USA          | 0           | 0       |                  |               |  |  |            |            |  |  |        |        |
|  | G1: Mexiko      |              |             | 0       |                  |               |  |  |            |            |  |  |        |        |
|  | D2: USA         | 2            |             |         |                  |               |  |  |            |            |  |  |        |        |
|  | D2: USA         | 2            | Deutschland | 1       |                  |               |  |  |            |            |  |  |        |        |
|  |                 |              | Deutschland | 1       |                  |               |  |  |            |            |  |  |        |        |
|  |                 | Südkorea     | 0           |         |                  |               |  |  |            |            |  |  |        |        |
|  | B1: Spanien     | Südkorea     | 0           | 21 (3)2 |                  |               |  |  |            |            |  |  |        |        |
|  | B1: Spanien     |              |             | 21 (3)2 |                  |               |  |  |            |            |  |  |        |        |
|  | E2: Irland      | 1 (2)        |             |         |                  |               |  |  |            |            |  |  |        |        |
|  | E2: Irland      | 1 (2)        | Spanien     | 0 (3)   |                  |               |  |  |            |            |  |  |        |        |
|  |                 |              | Spanien     | 0 (3)   |                  |               |  |  |            |            |  |  |        |        |
|  |                 | Südkorea     | 20 (5)2     |         |                  |               |  |  |            |            |  |  |        |        |
|  | D1: Südkorea    | Südkorea     | 20 (5)2     | 121     |                  |               |  |  |            |            |  |  |        |        |
|  | D1: Südkorea    |              |             | 121     |                  |               |  |  |            |            |  |  |        |        |
|  | G2: Italien     | 1            |             |         |                  |               |  |  |            |            |  |  |        |        |
|  | G2: Italien     | 1            | Deutschland | 0       |                  |               |  |  |            |            |  |  |        |        |
|  |                 |              | Deutschland | 0       |                  |               |  |  |            |            |  |  |        |        |
|  |                 | Brasilien    | 2           |         |                  |               |  |  |            |            |  |  |        |        |
|  | A1: Dänemark    | Brasilien    | 2           | 0       |                  |               |  |  |            |            |  |  |        |        |
|  | A1: Dänemark    |              |             | 0       |                  |               |  |  |            |            |  |  |        |        |
|  | F2: England     | 3            |             |         |                  |               |  |  |            |            |  |  |        |        |
|  | F2: England     | 3            | England     | 1       |                  |               |  |  |            |            |  |  |        |        |
|  |                 |              | England     | 1       |                  |               |  |  |            |            |  |  |        |        |
|  |                 | Brasilien    | 2           |         |                  |               |  |  |            |            |  |  |        |        |
|  | C1: Brasilien   | Brasilien    | 2           | 2       |                  |               |  |  |            |            |  |  |        |        |
|  | C1: Brasilien   |              |             | 2       |                  |               |  |  |            |            |  |  |        |        |
|  | H2: Belgien     | 0            |             |         |                  |               |  |  |            |            |  |  |        |        |
|  | H2: Belgien     | 0            | Brasilien   | 1       |                  |               |  |  |            |            |  |  |        |        |
|  |                 |              | Brasilien   | 1       |                  |               |  |  |            |            |  |  |        |        |
|  |                 | Türkei       | 0           |         |                  |               |  |  |            |            |  |  |        |        |
|  | F1: Schweden    | Türkei       | 0           | 1       |                  |               |  |  |            |            |  |  |        |        |
|  | F1: Schweden    |              |             | 1       |                  |               |  |  |            |            |  |  |        |        |
|  | A2: Senegal     | 121          |             |         |                  |               |  |  |            |            |  |  |        |        |
|  | A2: Senegal     | 121          | Senegal     | 0       |                  |               |  |  |            |            |  |  |        |        |
|  |                 |              | Senegal     | 0       | Spiel um Platz 3 |               |  |  |            |            |  |  |        |        |
|  |                 | Türkei       | 1           |         |                  |               |  |  |            |            |  |  |        |        |
|  | H1: Japan       | Türkei       | 1           | 0       | Südkorea         | 2             |  |  |            |            |  |  |        |        |
|  | H1: Japan       |              |             | 0       | Südkorea         | 2             |  |  |            |            |  |  |        |        |
|  | C2: Türkei      | 1            |             | Türkei  | 3                |               |  |  |            |            |  |  |        |        |

1 Sieg nach Golden Goal
2 Sieg im Elfmeterschießen

### Achtelfinale
| 15. Juni 2002, 15:30 Uhr (08:30 Uhr MESZ) in Seogwipo |   |          |                                 |
| Deutschland                                           | – | Paraguay | 1:0 (0:0)                       |
| 15. Juni 2002, 20:30 Uhr (13:30 Uhr MESZ) in Niigata  |   |          |                                 |
| Dänemark                                              | – | England  | 0:3 (0:3)                       |
| 16. Juni 2002, 15:30 Uhr (08:30 Uhr MESZ) in Oita     |   |          |                                 |
| Schweden                                              | – | Senegal  | 1:2 n.GG. (1:1, 1:1)            |
| 16. Juni 2002, 20:30 Uhr (13:30 Uhr MESZ) in Suwon    |   |          |                                 |
| Spanien                                               | – | Irland   | 1:1 n. V. (1:1, 1:0), 3:2 i. E. |
| 17. Juni 2002, 15:30 Uhr (08:30 Uhr MESZ) in Jeonju   |   |          |                                 |
| Mexiko                                                | – | USA      | 0:2 (0:1)                       |
| 17. Juni 2002, 20:30 Uhr (13:30 Uhr MESZ) in Kobe     |   |          |                                 |
| Brasilien                                             | – | Belgien  | 2:0 (0:0)                       |
| 18. Juni 2002, 15:30 Uhr (08:30 Uhr MESZ) in Miyagi   |   |          |                                 |
| Japan                                                 | – | Türkei   | 0:1 (0:1)                       |
| 18. Juni 2002, 20:30 Uhr (13:30 Uhr MESZ) in Daejeon  |   |          |                                 |
| Südkorea                                              | – | Italien  | 2:1 n.GG. (1:1, 0:1)            |

England gewann gegen Dänemark, Deutschland knapp gegen Paraguay. Die Spanier führten bis kurz vor Schluss gegen Irland mit 1:0, bevor die Iren mit einem Foulelfmeter ausgleichen konnten. Nach einer torlosen Verlängerung verschossen die Iren im abschließenden Elfmeterschießen drei Elfmeter in Folge, Spanien gewann. Die Schweden schieden gegen Senegal durch ein Golden Goal aus, die Türkei setzte sich mit einem frühen Tor gegen Japan durch. Brasilien gewann gegen Belgien. Umstritten war die Entscheidung des Schiedsrichters, einen Treffer von Marc Wilmots nicht anzuerkennen. Der vorentscheidende zweite brasilianische Treffer fiel erst in der Schlussphase. Die USA setzten sich gegen den leicht favorisierten Nachbarn Mexiko durch.
Italien schied gegen Südkorea durch ein Golden Goal aus; die oft als feldüberlegen eingestuften Italiener konnten ihre Torchancen nicht nutzen. Einige Entscheidungen des Schiedsrichters Byron Moreno sind bis heute umstritten: So erkannte er Italien einen Treffer durch Damiano Tommasi ab und verwies Francesco Totti des Feldes. Im November 2002 wurde Moreno von der FIFA gesperrt. 2008 gab Moreno in einem Interview die Fehlentscheidungen zu, machte aber den Linienrichter dafür mitverantwortlich.

### Viertelfinale
| 21. Juni 2002, 15:30 Uhr (08:30 Uhr MESZ) in Shizuoka |   |           |                      |
| England                                               | – | Brasilien | 1:2 (1:1)            |
| 21. Juni 2002, 20:30 Uhr (13:30 Uhr MESZ) in Ulsan    |   |           |                      |
| Deutschland                                           | – | USA       | 1:0 (1:0)            |
| 22. Juni 2002, 15:30 Uhr (08:30 Uhr MESZ) in Gwangju  |   |           |                      |
| Spanien                                               | – | Südkorea  | 0:0 n. V., 3:5 i. E. |
| 22. Juni 2002, 20:30 Uhr (13:30 Uhr MESZ) in Osaka    |   |           |                      |
| Senegal                                               | – | Türkei    | 0:1 n.GG.            |

Im Gegensatz zu den vorherigen Endrunden hatte die FIFA den Spielplan so gestaltet, dass die Tableaus voneinander bereits durch die Auslosung getrennt wurden. Da England in der Vorrunde hinter Schweden nur den zweiten Platz belegte, musste man bereits im Viertelfinale gegen Brasilien antreten. Die Engländer erspielten sich zunächst die Führung, als Michael Owen einen Fehler Lúcios ausnutzte. Kurz vor der Halbzeitpause gelang Rivaldo der Ausgleich. Der Siegtreffer für Brasilien fiel nach einem Freistoß aus dem Halbfeld, den Ronaldinho hinter dem etwas zu weit vor dem Tor stehenden David Seaman ins Tor beförderte. Ein paar Minuten später wurde der Torschütze wegen Foulspiels vom Platz gestellt. Die Engländer schafften aber in den verbleibenden 35 Minuten nicht mehr den Ausgleich.
Deutschland setzte sich knapp gegen die spielstärkeren US-Amerikaner durch. Oliver Kahn vereitelte mehrere Torchancen. Noch vor der Halbzeitpause erzielte Michael Ballack per Kopfball nach einer Freistoßflanke den entscheidenden Treffer. Der dominierende amerikanische Spieler auf dem Platz war Claudio Reyna. Um den am 17. Juni verstorbenen Fritz Walter zu ehren, spielte die deutsche Nationalmannschaft mit Trauerflor. Südkorea setzte sich gegen die ohne Raúl angetretenen Spanier durch. Der Schiedsrichter versagte zwei Treffern der Spanier die Anerkennung, was im Nachhinein als Fehlentscheidung gewertet wurde. Die Entscheidung fiel erst im Elfmeterschießen, in dem die Koreaner alle fünf Strafstöße verwandelten. Die Türkei bezwang Senegal durch ein Golden Goal, das sie bereits nach wenigen Minuten in der Verlängerung erzielen konnte.

### Halbfinale
| 25. Juni 2002, 20:30 Uhr (13:30 Uhr MESZ) in Seoul   |   |          |           |
| Deutschland                                          | – | Südkorea | 1:0 (0:0) |
| 26. Juni 2002, 20:30 Uhr (13:30 Uhr MESZ) in Saitama |   |          |           |
| Brasilien                                            | – | Türkei   | 1:0 (0:0) |

Die Favoriten Deutschland und Brasilien trafen auf die Außenseiter Türkei und Südkorea. Michael Ballack stoppte nach einem Fehler von Carsten Ramelow einen Südkoreaner mit einem Foul und wurde dafür mit einer gelben Karte verwarnt. Dadurch war er für das nächste Spiel gesperrt, da dies seine zweite gelbe Karte in der Finalrunde war. Ballack überwand in der 75. Minute den koreanischen Torwart im Nachschuss und schoss Deutschland damit ins Finale. Brasilien besiegte die Türkei, auf die es bereits in der Vorrunde getroffen war, mit 1:0 – ohne den gesperrten Ronaldinho. Das Tor schoss Ronaldo in der 49. Minute. Dass zwei Mannschaften aus derselben Vorrundengruppe vor dem Finale aufeinandertrafen, war dem Umstand geschuldet, dass die WM in zwei Ländern stattfand und auf die herkömmliche Überkreuzung, wie bei Weltmeisterschaften üblich, verzichtet wurde.

### Spiel um Platz 3
| 29. Juni 2002, 20:00 Uhr (13:00 Uhr MESZ) in Daegu |   |        |           |
| Südkorea                                           | – | Türkei | 2:3 (1:3) |

Das Spiel um den dritten Platz bestritten Gastgeber Südkorea und die Türkei. In einem torreichen Spiel gingen die Türken mit 3:2 als Sieger vom Platz. Die Tore für Südkorea schossen Lee Eul-yong (9. Min.) und Song Chong-gug (93. Min.). Für die Türkei trafen Hakan Şükür (1. Min.) sowie zweimal İlhan Mansız (13. und 32. Min.). Hakan Şükürs Tor zum 1:0 nach elf Sekunden war dabei das schnellste Tor in der WM-Geschichte.

### Finale
| Deutschland                                                                  | Deutschland | Brasilien | Brasilien | Aufstellung                             |
| ---------------------------------------------------------------------------- | --- | --- | --------- | --------------------------------------- |
| Deutschland                                                                  | \| Finale \| \| 30. Juni 2002 um 13:00 Uhr MESZ in Yokohama (International Stadium Yokohama) \| \| Ergebnis: 0:2 (0:0) \| \| Zuschauer: 69.029 \| \| Schiedsrichter: Pierluigi Collina ( Italien) \| \| Spielbericht \|                                                 | \| Finale \| \| 30. Juni 2002 um 13:00 Uhr MESZ in Yokohama (International Stadium Yokohama) \| \| Ergebnis: 0:2 (0:0) \| \| Zuschauer: 69.029 \| \| Schiedsrichter: Pierluigi Collina ( Italien) \| \| Spielbericht \| | Brasilien | Aufstellung Deutschland gegen Brasilien |
| Deutschland                                                                  | Oliver Kahn – Thomas Linke, Carsten Ramelow, Christoph Metzelder – Torsten Frings, Jens Jeremies (77. Gerald Asamoah), Dietmar Hamann, Marco Bode (84. Christian Ziege) – Bernd Schneider – Oliver Neuville, Miroslav Klose (74. Oliver Bierhoff) Teamchef: Rudi Völler | Marcos – Lúcio, Edmílson, Roque Júnior – Cafu , Gilberto Silva, Kléberson, Roberto Carlos – Ronaldinho (85. Juninho Paulista), Rivaldo – Ronaldo (90. Denílson) Cheftrainer: Luiz Felipe Scolari                        | Brasilien | Aufstellung Deutschland gegen Brasilien |
| Deutschland                                                                  | 0:1 Ronaldo (67.) 0:2 Ronaldo (79.) | | Brasilien | Aufstellung Deutschland gegen Brasilien |
| Deutschland                                                                  | Klose (9.) | Roque Junior (6.) | Brasilien | Aufstellung Deutschland gegen Brasilien |
| Finale                                                                       | | |           |                                         |
| 30. Juni 2002 um 13:00 Uhr MESZ in Yokohama (International Stadium Yokohama) | | |           |                                         |
| Ergebnis: 0:2 (0:0)                                                          | | |           |                                         |
| Zuschauer: 69.029                                                            | | |           |                                         |
| Schiedsrichter: Pierluigi Collina ( Italien)                                 | | |           |                                         |
| Spielbericht                                                                 | | |           |                                         |

Im Finale der Weltmeisterschaft 2002 standen sich die bis dahin erfolgreichsten Mannschaften der WM-Geschichte, Deutschland und Brasilien, erstmals bei einer WM gegenüber. Der Schiedsrichter war Pierluigi Collina.
Das Endspiel konnte Brasilien mit 2:0 für sich entscheiden. Die deutsche Mannschaft zeigte eine gute Leistung und konnte mit den gewohnt starken Brasilianern auch ohne den gesperrten Ballack lange auf Augenhöhe agieren. Nach dem Seitenwechsel gelang Oliver Neuville sogar mit einem Pfostenschuss aus 30 Metern (49. Min.) das erste Ausrufezeichen der zweiten Halbzeit. Im Endeffekt entschieden aber die herausragenden brasilianischen Einzelkönner das Spiel: Ronaldo erzielte in der 67. Minute nach einem Fehler Oliver Kahns, der einen Schuss von Rivaldo aufgrund eines Kapselrisses im Ringfinger der rechten Hand nicht festhalten konnte, das 1:0 und sorgte in der 79. Minute mit dem 2:0 auch für den Endstand. Damit konnte Brasilien auch in Asien und somit auf jedem Kontinent, auf dem bis dahin Weltmeisterschaften ausgetragen wurden, einen Titel gewinnen. Zuvor hatten sie in Europa (1958), Südamerika (1962) sowie Mittel- und Nordamerika (1970 und 1994) gewonnen.

### Ehrungen der Finalisten
Die deutsche Nationalmannschaft wurde in Deutschland zur Mannschaft des Jahres, Michael Ballack zum Fußballer des Jahres in Deutschland und Ronaldo zu Europas Fußballer des Jahres sowie FIFA-Weltfußballer des Jahres gewählt. Oliver Kahn wurde zum besten Torhüter und, als erster Torwart überhaupt, zum besten Spieler des Turniers gewählt.

## Beste Torschützen
| Rang | Spieler            | Tore |
| ---- | ------------------ | ---- |
| 1    | Ronaldo            | 8    |
| 2    | Miroslav Klose     | 5    |
|      | Rivaldo            | 5    |
| 4    | Jon Dahl Tomasson  | 4    |
|      | Christian Vieri    | 4    |
| 6    | Michael Ballack    | 3    |
|      | Papa Bouba Diop    | 3    |
|      | Robbie Keane       | 3    |
|      | Henrik Larsson     | 3    |
|      | İlhan Mansız       | 3    |
|      | Fernando Morientes | 3    |
|      | Pauleta            | 3    |
|      | Raúl               | 3    |
|      | Marc Wilmots       | 3    |

| Rang | Spieler          | Tore |
| ---- | ---------------- | ---- |
| 15   | Jared Borgetti   | 2    |
|      | Henri Camara     | 2    |
|      | Rónald Gómez     | 2    |
|      | Nelson Cuevas    | 2    |
|      | Ümit Davala      | 2    |
|      | Landon Donovan   | 2    |
|      | Fernando Hierro  | 2    |
|      | Jun’ichi Inamoto | 2    |
|      | Ahn Jung-hwan    | 2    |
|      | Brian McBride    | 2    |
|      | Michael Owen     | 2    |
|      | Ronaldinho       | 2    |
|      | Hasan Şaş        | 2    |

Darüber hinaus gab es 79 Spieler mit einem Treffer. Hinzu kamen drei Eigentore.
Torschützenkönig des gesamten Wettbewerbs wurde ebenfalls der Brasilianer Ronaldo mit seinen acht Endrunden-Treffern.

## All-Star-Team
Die FIFA wählte 16 Spieler in ein All-Star-Team. Sechs von ihnen hatten am Endspiel teilgenommen (vier brasilianische und zwei deutsche Spieler, außerdem der im Finale gesperrte Michael Ballack).
| Torhüter                 | Abwehr                                                                 | Mittelfeld                                                     | Stürmer                                         |
| ------------------------ | ---------------------------------------------------------------------- | -------------------------------------------------------------- | ----------------------------------------------- |
| Oliver Kahn Rüştü Reçber | Roberto Carlos Sol Campbell Fernando Hierro Hong Myung-bo Alpay Özalan | Michael Ballack Rivaldo Ronaldinho Claudio Reyna Yoo Sang-chul | Ronaldo Miroslav Klose El Hadji Diouf Hasan Şaş |

## Schiedsrichter
Rückblickend auf die Fußball-WM 2002 wurden einige unbefriedigende Schiedsrichterentscheidungen kritisiert. Vor allem Anhänger der Nationalmannschaften Italiens und Spaniens empfanden sich als Opfer von Schiedsrichter-Manipulationen, da ihrer Ansicht nach Italien in drei Spielen hintereinander fünf reguläre Tore aberkannt worden seien und somit Südkoreas Vorstoß bis in das Halbfinale durch Fehlentscheidungen der Schiedsrichter begünstigt wurde.

## Hintergrund

### Kritik
Nach Deutschlands Sieg im Halbfinale gegen Südkorea gratulierten mehrere spanische und italienische Zeitungen der deutschen Mannschaft. Dieser Argumentation zufolge konnte die Teilnahme Südkoreas am Halbfinale und dem Spiel um den dritten Platz (in Daegu) von den Organisatoren gewinnbringender vermarktet werden.
Seit 1998 wird das FIFA-WM-Turnier mit 32 Mannschaften ausgetragen. Für das Achtelfinale qualifizieren sich stets die acht Gruppensieger und -zweiten, wobei zwei Mannschaften aus derselben Gruppe erst wieder im Finale aufeinandertreffen können. 2002 jedoch sollte verhindert werden, dass die beiden Veranstalter (Japan und Südkorea) zu früh aufeinandertreffen können, wodurch zwei Mannschaften aus der gleichen Gruppe (Brasilien und Türkei) im Halbfinale erneut gegeneinander spielten.
Beklagt wurde, dass während dieser sportlich schlechten Weltmeisterschaft keine Impulse für die Entwicklung des Fußballs in der Zukunft ausgegangen waren. Das wird meist mit dem frühen Ausscheiden vieler Favoriten, wie beispielsweise Frankreichs oder Argentiniens, in Verbindung gebracht. Dieses Ausscheiden wiederum wurde auf die starke nationale und internationale Belastung der vielen internationalen Top-Spieler zurückgeführt.
Ähnlich wie vier Jahre später in Deutschland konnten sich die Gastgeber als überaus begeisterungsfähig und freundlich beweisen, so dass die WM zur Verbesserung des nationalen Images und der nationalen positiven Identität beitrug.

### Maskottchen, Lied, Hymne und Spielball
Maskottchen der WM 2002 waren drei computeranimierte Fantasiefiguren: „Ato“ (Trainer), „Kaz“ und „Nik“ (Spieler). Offizielles Lied der WM war Boom von Anastacia, offizielle Instrumentalhymne Anthem von Vangelis. Der offizielle Spielball der WM hieß „Fevernova“.

### Berichterstattung im Fernsehen
Erstmals seit Jahrzehnten war in Deutschland die Weltmeisterschaft nur noch teilweise live im frei empfangbaren Fernsehen zu sehen. Der Bezahlsender Premiere sicherte sich die Erstausstrahlungsrechte für alle 64 Spiele. Der Privatsender Sat.1 zeigte als Erstverwerter von den ausschließlich im Bezahlfernsehen gezeigten Partien abendliche Zusammenfassungen, selbst allerdings keine Livespiele.
Der Lizenzvertrag mit den öffentlich-rechtlichen Fernsehanstalten ARD und ZDF sah zunächst die Übertragung von 24 Livespielen inklusive aller Begegnungen der deutschen Nationalmannschaft vor. Pro Tag wurde jeweils ein Livespiel gezeigt, über das frei entschieden werden konnte. Dies war während der Vorrunde sowie bei vier der acht Achtelfinals der Fall, womit von den jeweils zwei Begegnungen pro Tag eine übertragen wurde. Die ARD sicherte sich zusätzlich noch die Rechte an einem zweiten Viertelfinalspiel, sodass damit drei von vier Viertelfinals gezeigt wurden statt der ursprünglich verhandelten zwei. Nur die Begegnung England – Brasilien wurde exklusiv von Premiere übertragen. Außerdem wurden die beiden Halbfinals (ARD und ZDF), das Spiel um Platz 3 (ARD) und das Finale (ZDF) frei empfangbar gezeigt.
Da sich die ARD im Laufe des Turniers zusätzlich die Übertragungsrechte für ein zweites Viertelfinale und das Spiel um Platz 3 gesichert hatte, übertrug sie damit insgesamt 14 Spiele live bei durchschnittlich 8,21 Millionen Zuschauern und einem Marktanteil von 63,7 Prozent. Das ZDF zeigte 12 Spiele live und erreichte damit durchschnittlich 10,58 Millionen und einen Marktanteil von 67,0 Prozent, bedingt auch das Finale mit 26,52 Millionen Zuschauern und einem Marktanteil von 88,2 Prozent.
Bei der ARD kommentierten Wilfried Mohren und Heribert Fassbender die Begegnungen. Moderiert wurden die Sendungen von Gerhard Delling, der von Experte Günter Netzer unterstützt wurde. Im Stadion vor Ort war für den Sender Michael Antwerpes. Beim ZDF moderierte Wolf-Dieter Poschmann im "ZDF WM Studio" in Berlin.  Bei jeder Live-Begegnung war der Sender außerdem mit Moderator René Hiepen in einem Präsenter-Studio im Stadion vertreten. Dem Moderator stand dort unter anderem der neue Experte Jürgen Klinsmann zur Seite. Reporter der Live-Spiele im ZDF waren Johannes B. Kerner und Béla Réthy.

### Bemerkenswertes
- Im Spiel zwischen Kamerun und Deutschland gab der spanische Schiedsrichter Antonio Jesus Lopez Nieto insgesamt 14 Gelbe Karten und zwei weitere Gelb-Rote Karten.
- Fußball-Bundesligist Bayer 04 Leverkusen hatte mit Lucio einen Weltmeister, mit Michael Ballack, Oliver Neuville, Carsten Ramelow und Bernd Schneider vier Zweitplatzierte und mit Yildiray Bastürk einen Drittplatzierten in seinem Kader.
- Zur Zeit der Weltmeisterschaft waren die beiden deutschen Fregatten "Mecklenburg-Vorpommern" (F218) und " Rheinland-Pfalz" (F209) in Japan und Südkorea. Der Deutsche Fußballbund nahm davon Kenntnis und stellte für beide Besatzungen insgesamt 100 Karten für das Finale zur Verfügung.